# 邱金蓮
邱金蓮（1912年—2015年），臺灣膠彩畫家，出身苗栗縣通霄鎮，為臺灣第一批女性大學生。

## 生平
1912年，邱金蓮生於苗栗縣通霄鎮福興里客家庄。邱金蓮雖然是庶出之女，卻深受父親邱國禎寵愛。為了方便女兒上學，邱國禎力爭通霄公學校設立南和分校。當時，由於鄉下觀念保守，班上只有邱金蓮一位女性，邱國禎甚至因為供女兒讀書被當地人嘲笑。
1927年，邱金蓮考上臺北第三高等女學校（簡稱「第三女高」）。在學期間，邱金蓮師事美術教師鄉原古統，學習東洋膠彩畫，並且與周紅綢、彭蓉妹、林阿琴等人成為好友。1931年，邱金蓮自第三女高畢業，進入剛設立的私立臺北女子高等學院。升學後，邱金蓮繼續在鄉原古統門下學習。1932、1933年，邱金蓮分別以絹本工筆膠彩花卉《雁來紅》和《阿拉曼達》入圍臺灣美術展覽會展，畫作及事蹟刊於《臺灣日日新報》。此外，邱金蓮也因鄉原古統結識了「臺展三少年」，即郭雪湖、陳進、林玉山，尤其與郭雪湖情同兄妹。1934年，邱金蓮從臺北女子高等學院畢業，成為臺灣第一批女性大學生。
1938年2月，邱金蓮回到家鄉，與臺北醫專畢業的醫師林龍生結婚。婚後，邱金蓮服從傳統價值觀，吞忍侍奉婆婆，不再提筆作畫。對此，摯友周紅綢感嘆：「金蓮啊！我們在家是被別人捧得像香爐，嫁人之後，好像雞屎一樣！」然而，邱金蓮結婚不久，林龍生被徵召參加第二次世界大戰，前往菲律賓擔任軍醫，在苗栗開設診所的企劃無疾而終，遠行前賤賣了診所土地留下數萬餘元。起初，夫妻之間仍有書信往來，但林龍生被調往馬尼拉後音訊全無，邱金蓮遂帶著長子、八個月大的次子回娘家。戰爭結束後，林龍生未如其他軍醫般返家，疑似戰死異鄉。所幸，邱金蓮遇見了高齡七十多歲的前甲午戰爭軍官山內靜。此時，山內靜正清點財產準備返日，得知邱金蓮的遭遇，便提供了日式宿舍給邱金蓮母子暫住。終戰一年多、山內靜返日前幾天，林龍生終於奇蹟歸來，山內靜便將部分土地、房舍贈予林龍生、邱金蓮，並幫助林龍生在通霄鎮開設懷仁診所。:6林龍生仁心仁術，在地方頗受尊重；邱金蓮熱心參與地方事務，於1954年當選通霄鎮婦女會常務理事。
1977年，林龍生過世，幾年後兩人的長子亦病逝，邱金蓮與次子、么子相依為命。:7邱金蓮晚年的經濟不寬裕，即使從前經常接濟窮人，但當時為了籌措兒子醫藥費，抵押房子貸款六百萬元，無力繳納利息，面臨被拍賣的命運。但是，邱金蓮仍以積極的心態生活，也經常參加第三高女的同學會。:412008年，行政院文化建設委員會頒發新年績優文化人士十萬元急難救助金予邱金蓮。2010年，邱金蓮捲入土地糾紛，建商於其住家後強挖排水溝，邱金蓮向鎮公所陳情未果，在前鎮長之妻陪同下向時任苗栗縣長劉政鴻陳情，才確認建商違法，應立即停止施工。:100-104
2015年，邱金蓮以105歲高齡辭世。
- 約1930年，邱金蓮（蹲者左二）與同學合影。
- 1932年，《臺灣日日新報》，邱金蓮（左二）、林阿琴、陳雪君、彭蓉妹合影。
- 1950年，邱金蓮與丈夫、三個孩子的全家福。

## 藝術創作
邱金蓮曾回憶道：「創作的想法很單純，就是自然寫生。」在校期間，邱金蓮經常以校園的植物為題材寫生，遵循鄉原古統等日治時期畫家的繪畫觀念，即描繪臺灣的自然、人文景色。邱金蓮仔細觀察、臨摹花草後先畫草圖，作畫時得先在絹上塗一層膠，再一層一層上色，而每種顏色還需另外以粉末混合膠、水，由於工序耗時，一幅彩膠畫得花上一個月創作。
邱金蓮的膠彩花鳥畫《雁來紅》於1932年創作，現收藏於國立臺灣美術館。《雁來紅》繪製於絹本上，工筆細緻，著重表現雁來紅的紅、綠枝葉的自然姿態，葉片的光線和色澤深淺、明暗變化也刻劃得絲絲入扣，入圍第六屆臺灣美術展覽會。《阿拉曼達》則於1933年創作，現為臺北市立美術館典藏，館方收購價高達三百萬元。阿拉曼達即軟枝黃蟬，為臺北女子高等學院對面植物園所種植的異國花木，與臺灣男畫家常見的本土花卉題材截然不同，而畫作本身表現了細膩的觀察、寫生功力，入圍第七屆臺灣美術展覽會。邱金蓮的畫作簽名多為「金蓮」落款，外加一方印。
當時，入圍臺灣美術展覽會的女性藝術家婚後多以家庭為重，譬如林阿琴直到孩子長大後才重拾創作，而周紅綢、陳雪君等人則退出了畫壇，邱金蓮亦然。在當時社會觀念下，女性的才華大多被隱藏，無法發揮光彩。晚年，邱金蓮曾說：「我從沒想過當畫家。」

## 延伸閱讀
- 許佳文，《百年流轉的邂逅：百歲臺灣東洋畫女畫家與我生命故事的交織》，國立新竹教育大學：教育心理與諮商研究所碩士論文，2012。
- 賴明珠，《流轉的符號女性——戰前臺灣女性圖像藝術》（臺北：藝術家，2009）。
- 林育淳，《蓬萊・大觀・鄉原古統》（臺北：藝術家，2019）。